# Final Fantasy XIV
Final Fantasy XIV (ファイナルファンタジーXIV, Fainaru Fantajī Fōtīn), também chamado de Final Fantasy XIV Online, é um jogo eletrônico de MMORPG desenvolvido pela Square Enix exclusivamente para Microsoft Windows. É o décimo quarto jogo principal da série Final Fantasy e o segundo MMORPG da franquia após Final Fantasy XI. O jogo se passa em Eorzea e os jogadores assumem o controle de um avatar customizável enquanto exploram o mundo, sendo pegos tanto na invasão do Império Garleano quanto na ameaça dos Primals, divindades das tribos locais. Eventualmente eles se envolvem em um complô de um legato garleano para destruir os Primals ao colidir um dos satélites naturais do planeta com Eorzea.
O jogo começou seu desenvolvimento em 2005 sob o codinome "Rapture", sendo anunciado em 2009 para Microsoft Windows e também para PlayStation 3. Ele foi construído com o motor de jogo Crystal Tools da Square Enix, anteriormente usado em Final Fantasy XIII, que foi ajustado para se adequar às especificações do jogo. A equipe trouxe vários aspectos estéticos de XI durante o desenvolvimento enquanto ao mesmo tempo tentavam criar algo próprio. A produção foi marcada por diversos problemas devido a diferentes fatores que acabariam por ter efeitos drásticos sobre o título. Tentativas de também levar o jogo para o Xbox 360 falharam por causa de discordâncias com a Microsoft sobre o uso da Xbox Live.
Final Fantasy XIV entrou no ar em setembro de 2010 após seus testes alfa e beta terem sido adiados, permanecendo ativo até seus servidores serem desligados em 2012. A crítica foi mista para negativa: enquanto os gráficos e a música foram elogiados, outros aspectos foram muito criticados, incluindo a jogabilidade, interface e a impressão geral de que o jogo não estava completo. A reação negativa fez a Square Enix reduzir o preço da assinatura, adiar indefinidamente a versão de PlayStation 3 e eventualmente desenvolver uma versão inteiramente nova do jogo chamada Final Fantasy XIV: A Realm Reborn. A recepção ruim de XIV teve um sério impacto sobre a franquia Final Fantasy, com tanto funcionários quanto executivos da Square Enix afirmando que a marca havia sido seriamente danificada.

## Jogabilidade

Jogabilidade de combate em Final Fantasy XIV.

Final Fantasy XIV é um MMORPG em que o jogador controla um avatar customizado e moldado a partir de cinco espécies diferentes. Cada espécie possui duas tribos e todas menos duas permitem a opção de escolha entre um personagem masculino ou feminino. O avatar pode possui vários elementos customizáveis, como por exemplo cor dos olhos, estilo e cor dos cabelos, características faciais e a presença de marcas de nascimento ou cicatrizes. A escolha da tribo junto com a divindade patrona afeta as estatísticas e atributos elementais. O início do jogo varia dependendo qual local de partida é escolhido. Dois tipos diferentes de missões estão disponíveis: missões de história, que são desbloqueadas a medida que o personagem acumula pontos de experiência e aumenta seu nível, e missões secundárias, que podem ser acessadas através das Guildas dos Aventureiros. Níveis são divididos em vários tipos, focando-se em combate ou ajuntamentos. Missões secundárias estão associadas com um personagem não jogável em particular. A medida que o jogador completa essas missões, ele pode ganhar o favor de três facções diferentes e desbloquear novas habilidades, com recompensas podendo ser adquiridas. Ganhar o favor também dá acesso às chamadas missões de facção, que esgotam o favor de um personagem assim que completadas.
Diferente de Final Fantasy XI, em que a jogabilidade em grupo está sempre em primeiro plano, a jogabilidade de XIV é ajustada para que o jogador possa passar longos períodos longe de qualquer companheiro. Não existe nenhuma opção de ataque automático, com cada ação precisando de um comando manual. Cada ação usa uma quantidade da barra de vigor. O jogador pode acumular pontos de experiência ao derrotar monstros, criar itens e completar missões, com o nível subindo automaticamente quando uma certa quantidade de pontos é alcançada. O nível do jogador afeta atributos como seus pontos de vida, pontos de magia e o número de habilidade disponíveis.
Sob o Sistema de Arsenal, a arma ou ferramenta equipada determina a classe do personagem, permitindo que os papéis mudem de acordo com a vontade do jogador. Algumas classes estão associadas com um determinado ponto de partida. As classes estão divididas em quatro disciplinas: Discípulos da Guerra, mestres do combate físico; Discípulos da Magia, praticante das artes mágicas; Discípulos da Mão, artesãos e trabalhadores manuais que produzem e concertam itens; e os Discípulos da Terra, coletores que reúnem recursos do ambiente. Certas habilidades aprendidas sob uma classe podem ser equipadas e usadas por outras classes. O sistema de papéis (uma adição pós-lançamento) baseia-se no Sistema de Arsenal para os Discípulos da Guerra e Magia. Em troca da restrição da gama de habilidades equipáveis das outras classes, os jogadores ganham acesso a poderosas competências, magias, armas e armaduras exclusivas ao papel correspondente daquela classe. Esses papéis são baseados no tradicional sistema de papéis da série Final Fantasy, sendo mais adequados para o combate em grupo.

## Sinopse

### Mundo
Final Fantasy XIV se passa no mundo fantástico de Eorzea, um grande continente do planeta Hydaelyn. Eorzea é dividida em três potências principais: a nação floresta de Gridania, o deserto do Sultanato de Ul'dah e a talassocracia de Limsa Lominsa, a principal força marítima. Outros locais importantes incluem a cidade-Estado acadêmica de Sharlayan e o Império Garleano, uma potência nortenha hostil com uma tecnologia bem avançada. O império havia invadido a terra de Ala Migho cinco anos antes do início do enredo do jogo, porém foi impedido de conquistar Eorzea pelos ataques do dragão Midgardsomr e suas hordas. Em resposta à ameaça garleana, as três nações de Eorzea reformaram as Grandes Companhias, centros de comando que combinam os bens militares e econômicos das cidades. As Grandes Companhias atraem pessoas de todas as esferas da vida e que assumem o manto de Aventureiros.

### Personagem

Ilustração de Akihiko Yoshida das espécies jogáveis de Final Fantasy XIV.

O personagem do jogador é um Aventureiro customizável que pode vir de uma das cinco espécies de Eorzea: os Hyur, que são parecidos com os humanos; os Elezen, semelhantes a elfos; os Roegadyn, seres fisicamente imponentes; os Lalafell, de tamanho igual ao dos anões; e os seres felinos Miqo'te. Se o jogador escolher a espécie Roegadyn, ele só poderá criar um personagem masculino, enquanto se a escolha for Miqo'te apenas um feminino. Além dessas espécies estão os Beastmen, tripos que idolatram deuses antigos chamados de Primals, que necessitam de poderosos cristais e cuja presença é prejudicial ao planeta.

### Enredo
O Aventureiro acorda para sua jornada possuindo o poder do Echo, que lhe permite ver o passado. O personagem inicialmente se envolve nos dois lados do conflito iniciado pela presença garleana, liderada pelo legato Gaius Van Baelsar, e também nas tentativas dos Beastmen de convocarem seus Primals e a consequente acumulação de suas reservas de cristais. Uma ameaça maior é eventualmente levada ao conhecimento das nações pelo acadêmico Louisoix Leveilleur: um outro legato garleano chamado Nael Van Darnus está tentando usar margia arcana e tecnologia para convocar Dalamud, um dos satélites naturais de Hydaelyn, para colidir com Eorzea e acabar com os Beastmen e os Primals. O Aventureiro, com a ajuda do garleano desertor Cid nan Garlond, descobre que Nael estabeleceu um farol na fortaleza de Castrum Novum para chamar Dalamud. Cada nação realiza tentativas individuais de invadir o castelo, porém todas falham. Dessa forma seus líderes formam um pacto e unem seus países sob o estandarte da Aliança Eorzeana.
Agora unidos, as nações e o Aventureiro conseguem entrar em Castrum Novum e destruir o farol. Nael, comprometido insanamente com seu plano, transforma-se em um novo farol. Apesar do legato ser derrotado na batalha que se segue, Dalamud já havia descido muito para voltar até sua órbita original, então Louisoix propõe um último plano: convocar os Doze, as divindades de Eorzea, e empurrar o satélite para longe. O Aventureiro ora nos alteres dedicados aos deuses pelo continente e então leva os exércitos da Aliança Eorzeana para enfrentar as legiões de Nael nas Planícies de Carteneau, o local previsto para o impacto de Dalamud. O satélite se desintegra no meio da batalha e revela-se que era um prisão para Bahamut, um dos Primals. Ele começa a destruir Eorzea furioso pelo aprisionamento. A tentativa de convocar os Doze falha e Louisoix utiliza o restante de seus poderes para enviar o Aventureiro para dentro de uma ruptura temporal, separando-o do fluxo do tempo a fim que ele possa retornar quando Eorzea se recuperar. Louisoix então se sacrifica para derrotar Bahamut, arrasando todo o planeta.

## Desenvolvimento

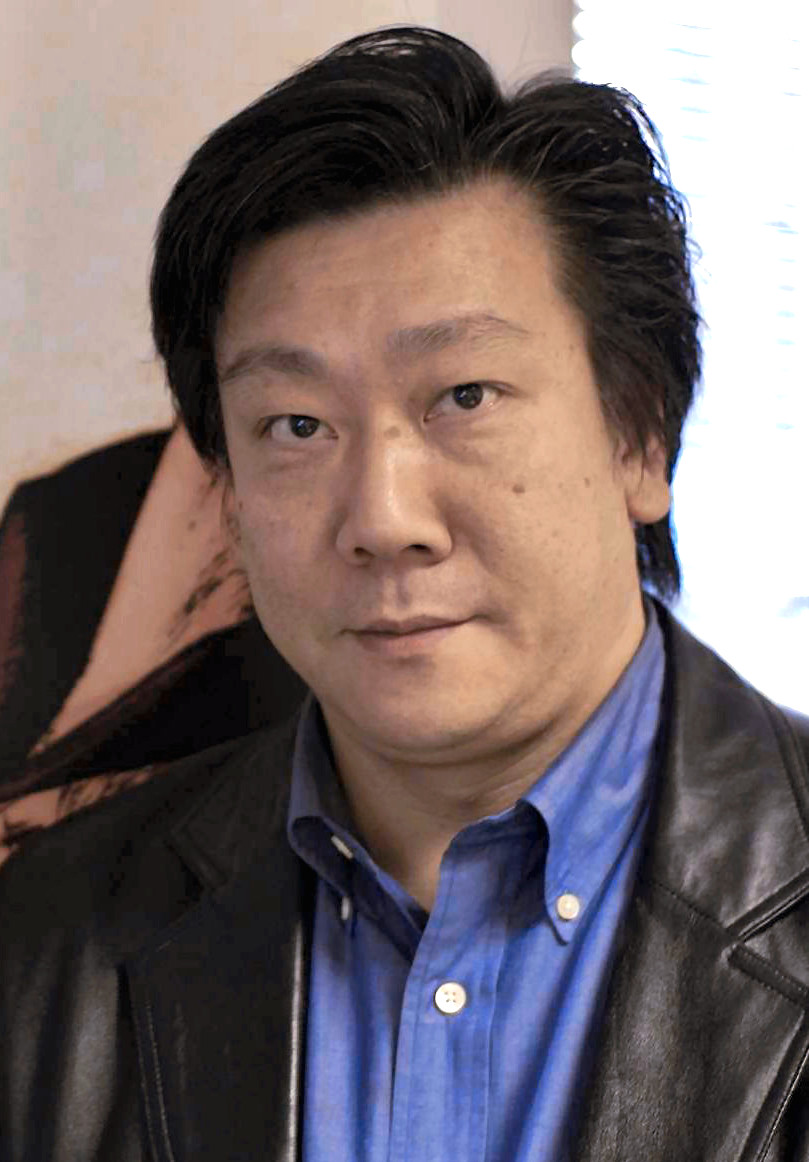
Hiromichi Tanaka, o produtor original de Final Fantasy XIV.

O planejamento de Final Fantasy XIV começou em 2005. Na época ele recebeu internamente o codinome "Rapture". Apesar da Square Enix anteriormente já ter determinado que MMORPGs seriam títulos principais da série Final Fantasy ao invés de apenas spin-offs, a equipe ficou preocupada de que o produto final seria muito radical para um jogo numerado. Os principais membros do time de desenvolvimento já haviam trabalhado em outros títulos da franquia: Hiromichi Tanaka tinha sido o produtor original de Final Fantasy XI e já havia se envolvido nos primeiros quatro jogos Final Fantasy, Nobuaki Komoto fora o diretor de XI e fez parte da equipe de Final Fantasy IX, Yeako Sato havia trabalhado como roteirista de XI, enquanto Akihiko Yoshida anteriormente foi diretor de arte em Vagrant Story e Final Fantasy XII. O logotipo de XIV foi criado por Yoshitaka Amano, artista e ilustrador regular da franquia.
A história foi escrita principalmente por Sato e foi baseada ao redor de uma narrativa central complementada por histórias paralelas. O mundo e a jogabilidade foram decididos antes mesmo da roteirista ter entrado no projeto, com ela precisando  consultar o resto da equipe sempre que deseja utilizar algum dos locais de Eorzea em determinada maneira. O conflito principal do enredo tinha a intenção de envolver as cinco espécies principais do continente e também os Beastmen, com o Império Garleano atuando como uma terceira força. A colocação deste ao nordeste de Eorzea surgindo naturalmente enquanto o mapa de Hydaelyn estava sendo criado, com nenhuma influência tendo sido tirada do mundo real. O logotipo criado por Amano foi desenhado ao redor da importância de armas e do conceito de uma "roda" de aventureiros, arranjados de tal modo que suas costas ficassem expostas e dessa forma precisando do apoio de amigos e companheiros.
Yoshida teve que se ajustar em sua função de diretor de arte, que normalmente envolveria trabalhar em um único projeto estático, para conseguir criar artes em um jogo que seria atualizado e expandido. Apesar do mundo ter sido criado ao redor de uma estética fantástica única, ele tinha a intenção de ser realista e encorajar a exploração. A equipe criou um perfil detalhado de Hydaelyn logo no início do desenvolvimento, falando sobre seus ecossistemas, clima, geografia e inclusive sua relação com outros planetas. Isso foi feito para promover o sentimento de realismo. Um trabalho cuidadoso foi empregado na criação de uma experiência de viagem homogênea para os jogadores, e também na topografia e variações de iluminações nos diferentes ambientes a fim de não parecerem repetitivos. Os elementos arquiteturais, culturais e religiosos do mundo foram incorporados depois dos ambientes terem sido criados. Os desenhos da cidades e das máquinas combinavam materiais naturais e metálicos para alcançar um sentimento de admiração e familiaridade nos jogadores. As cinco espécies jogáveis foram baseadas diretamente nas cinco iniciais de Final Fantasy XI, com ajustes sendo feitos para refletir o novo mundo. Os desenvolvedores também criaram tribos diferentes, ao contrário de uma única como em XI. Os movimentos dos personagens foram primariamente desenvolvidos através da captura de movimento, com as gravações sendo depois ajustadas para que ficassem mais distintas. Muito trabalho também foi empregado na criação de "emotes", movimentos de personagem escolhidos pelo jogador a fim de representar uma emoção ou humor específico. Um artista de personagem manualmente ajustou os rostos de cada expressão para que elas fossem mais realistas. Para os monstros, os avanços tecnológicos permitiram que a equipe criasse modelos de personagem mais detalhados e realistas, incluindo texturas de pele e folículos de cabelo.
As cutscenes fora esboçadas inicialmente com storyboards e em seguida captura de movimentos foi utilizada para criar a cena no formato digital. Efeitos ambientais e de luz foram então colocados no lugar. Uma das sequências mais desafiadores para criar foi a cutscene de abertura para o início de jogo a partir de Limsa Lominsa: as barbatanas da serpente marítima gigante foram animadas individualmente. A abertura de Final Fantasy XIV foi produzida pela Visual Works, a companhia de computação gráfica interna da Square Enix. Todos os modelos do jogo foram primeiro criados em alta resolução através de um programa de escultura tridimensional e em seguida foram reajustados para que pudessem aparecer no produto final com uma contagem de polígonos menor, porém de qualidade gráfica equivalente. Os acessórios foram outra grande parte na criação dos personagens: a equipe criou um sistema de desenvolvimento multi-camadas a fim de ajudar no processo. Uma técnica chamada de "barbeamento poligonal" também foi empregada a fim que dois conjuntos de equipamentos pudessem ser desenhados para serem visualmente diferentes enquanto ainda assim usassem os mesmos dados de modelo. Outra função chamada "remodelamento" foi usada para ajustar os formatos dos equipamentos e acessórios. Um terceiro elemento, conhecido como "arquivo-SSD", permitiu o ajuste dos materiais de que os itens eram feitos, para que assim suas cores e texturas pudessem ser alteradas. Ao invés de depender em uma única imagem, o que seria impraticável, a equipe pegou a arte básica e usou Adobe Photoshop a fim de adicionar mudanças sutis. Tudo então foi passado para a equipe de modelagem, que usou o mesmo processo de escultura empregado nos monstros para criar modelos altamente detalhados mas que mesmo assim tinham uma contagem de polígonos baixa.
O motor de jogo utilizado foi o Crystal Tools, que havia sido especialmente criado para ser usado em Final Fantasy XIII. A equipe customizou o motor a fim deixá-lo compatível com o seu jogo e adequado às suas necessidades. Todavia, o Crystal Tools mostrou-se inadequado para as necessidades de XIV, fazendo com que sua estrutura interna "quebrasse". O desenvolvimento do jogo acabou atormentado por uma grande quantidade de problemas. De acordo com relatos posteriores, a equipe tinha uma obsessão insalubre com a qualidade gráfica sobre o conteúdo da jogabilidade, fazendo com que outras partes do jogo acabassem negligenciadas, algo reforçado pelos então métodos de desenvolvimento da Square Enix. Um exemplo do foco nos gráficos foi um vaso de flores, que tinha tantos polígonos e linhas de código quanto o modelo de um personagem. A alta qualidade gráfica fez com que cortes, adaptações e restrições precisassem ser feitas: por exemplo, o número de jogadores em tela ao mesmo tempo necessitou ser limitado a vinte, comprometendo o apelo de grande escala de um MMORPG. Essa questão também impactou os ambientes; a equipe precisou reutilizar regularmente elementos ambientais e texturas a fim de preservar espaço de memória e a sensação de viagem contínua. Outro problema era que grande parte da equipe não tinha experiência em MMORPGs, algo que também ocorreu em Final Fantasy XI mas acabou superado. Com isso em mente, a equipe ainda estava usando uma mentalidade de desenvolvimento vinda da sexta geração de consoles, algo que não se mantinha para o aumento do número de trabalhadores e recursos necessários para a sétima geração. Outra grande razão foi a crença da companhia de que quaisquer problemas encontrados poderiam ser resolvidos com atualizações após o lançamento, algo agravado ainda mais pela falta de um plano para lidar com eles.

### Música

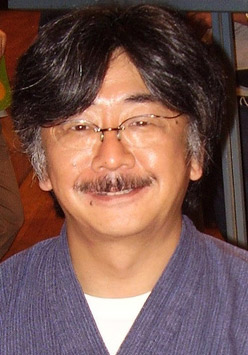
Nobuo Uematsu, compositor da trilha de Final Fantasy XIV.

A música de Final Fantasy XIV foi composta por Nobuo Uematsu, compositor regular da franquia Final Fantasy. Várias atualizações ocorreram durante os dois anos em que o jogo esteve ativo, algo que incluiu composições adicionais realizadas pelos compositores Masayoshi Soken, Naoshi Mizuta, Tsuyoshi Sekito e Ryo Yamazaki. Soken também trabalhou como diretor sonoro e mais tarde assumiria o papel de compositor principal para Final Fantasy XIV: A Realm Reborn.
Uematsu, antes de concordar em trabalhar na trilha do jogo, já havia concordado em compor uma canção tema para Final Fantasy XIII. Entretanto, a Square Enix queria que ele se concentrasse totalmente em XIV e assim o compositor Masashi Hamauzu de XIII assumiu a canção, fazendo com que este fosse o primeiro jogo principal de Final Fantasy a não ter nenhuma contribuição musical de Uematsu. O compositor tratou o projeto como qualquer outro mesmo o jogo sendo um MMORPG e assim um gênero totalmente novo para ele. Uematsu teve uma liberdade criativa considerável ao compor a música, principalmente porque a equipe de desenvolvimento não possuía uma visão concreta de como a trilha deveria soar ou se encaixar no título. Ele criou uma mistura de peças orquestrais e de rock para os temas de batalha. Houve um momento de crise quando grande parte dos dados das faixas completas, com um serviço de recuperação de informações precisando ser contratado. Uematsu também compôs a trilha sonora do jogo The Last Story, do criador de Final Fantasy Hironobu Sakaguchi, ao mesmo tempo que trabalhava em XIV. A canção tema do jogo foi "Answers", cantada por Susan Calloway. Ela foi escolhida por Uematsu, que já havia trabalhado com a cantora antes no concerto Distant Worlds e ficado impressionado com suas habilidades.
Vários álbuns foram lançados contendo a música do jogo. Os dois primeiros foram mini-álbuns chamados Final Fantasy XIV: Battle Tracks e Final Fantasy XIV: Field Tracks, lançados em 29 de setembro de 2010. O álbum completo, Final Fantasy XIV - Eorzean Frontiers, foi lançado em 1 de setembro de 2012 tanto como uma peça única quanto divido em três. Um álbum em blu-ray contendo toda a música da versão original do jogo, chamado de Before Meteor: Final Fantasy XIV Original Soundtrack, estreou em 14 de agosto de 2013, duas semanas antes do lançamento de A Realm Reborn.

## Lançamento
O primeiro indício da existência de Final Fantasy XIV ocorreu na Electronic Entertainment Expo (E3) de 2005 quando a Square Enix anunciou que estava desenvolvendo um novo MMORPG, mostrando também um demo tecnológico que incluía elementos estéticos similares aos de XI, como as espécies de Vana'diel. Rumores apareceram em 2006 de que a empresa estava desenvolvendo uma sequência direta de Final Fantasy XI, porém havia poucos detalhes. Relatos contraditórios apareceram pelos anos seguintes sobre para quais plataformas o jogo estava sendo desenvolvido: eles variavam desde ser um exclusivo de Xbox 360, exclusivo das plataformas PlayStation, e estar no Xbox 360, PlayStation 3 e Microsoft Windows. XIV foi oficialmente anunciado durante a E3 de 2009 para PlayStation 3 e Microsoft Windows. Após o anuncio oficial, foi afirmado que uma conversão para outras plataformas Microsoft estava sendo considerada. Apesar de negociações com a Microsoft sobre uma versão para Xbox 360 do jogo, as duas companhias não conseguiram chegar a um acordo sobre o uso da Xbox Live, já que a Square Enix queria um servidor compartilhado em todas as plataformas e a Microsoft não queria lhe dar o acesso necessário para que isso pudesse ser implementado. O desenvolvimento para Xbox 360 assim foi parado, aliado ao fato de que seria preciso mais trabalho para desenvolver uma versão separada do jogo.
De acordo com Yōichi Wada, então presidente da Square Enix, XIV tinha a intenção de ser um rival para o MMORPG ocidental World of Warcraft. O jogo foi desenvolvido principalmente para Microsoft Windows mas com uma conversão para PlayStation 3. XIV originalmente seria lançado simultaneamente em ambas as plataformas, porém a versão de PlayStation 3 acabou adiada para 2011. A justificativa foi que os ajustes necessários para colocar o jogo dentro da memória limitada do console estavam demorando mais do que o esperado. O jogo não utilizou o sistema PlayOnline da Square Enix como XI havia feito. Isso foi explicado como tendo ocorrido pela queda do mercado de conteúdo no serviço. No lugar o plano era migrar para um novo serviço que continuaria a permitir jogabilidade entre as diferentes plataformas, incluindo o uso de um identificador universal da Square Enix que permitiria que os jogadores continuassem a jogar não importando onde tinham parado. Um Beta de XIV foi anunciado em outubro de 2009 como sendo apenas para Microsoft Windows. As primeiras edições de Final Fantasy XIII continham  códigos de bônus para a versão de PlayStation 3 de XIV.
A equipe decidiu não implementar nenhum fórum oficial para o lançamento original por causa de problemas anteriores recorrentes sobre traduções erradas relacionadas a notícias, ao invés disso escolhendo ouvir as opiniões e impressões jogadores através de sites de fãs e fóruns não oficiais. Também por medos de traduções incorretas, equipes específicas em cada uma das regiões de lançamento reuniria as opiniões e as transmitiria para a equipe de desenvolvimento. Testes fechados em Alfa começaram em 11 de março de 2010, disponibilizado apenas para jogadores veteranos de XI. A equipe usou as impressões dos jogadores a fim de encontrar os principais problemas, como por exemplo limitações em ajustes gráficos que estavam fazendo o jogo rodar em uma contagem de quadros mais baixa. O Beta aberto  originalmente começaria em 31 de agosto do mesmo ano, porém foi adiado indefinidamente devido a descoberta de problemas críticos. O Beta eventualmente começou em 2 de setembro, indo até o lançamento mais tarde naquele mês. Posteriormente os desenvolvedores afirmaram que mais tempo deveria ter sido dedicado durante o Beta para correção de erros e problemas. XIV finalmente foi lançado em 30 de setembro de 2010, seis meses antes do agendado lançamento para PlayStation 3 em março do ano seguinte. Uma edição de colecionador estreou no dia 22 de setembro, que era decorada por artes feitas por Yamano e Yoshida e vinha com itens bônus como um DVD de bastidores, uma caixa para o jogo e um copo decorado. O jogo foi lançado com textos em japonês, inglês, francês e alemão, enquanto o áudio era em inglês em todas as versões.

## Crítica
A edição de colecionador estreou no Japão na segunda posição entre os jogos de computador, atrás apenas de Civilization V. No Reino Unido, Final Fantasy XIV estrou na décima posição entre os mais vendidos levando em conta todas as plataformas. Até novembro, o jogo já havia vendido 603 mil cópias mundialmente.
O jogo recebeu críticas em sua maioria negativas, alcançado nota  49/100 no site agregador de resenhas Metacritic. Ed Fear da revista Computer and Video Games escreveu que "Eorzea é um mundo lindo com enorme potencial para vastas aventuras, porém é uma pena que esta primeira viagem é um erro tão grande". Michael Vreeland da 1UP.com afirmou que "jogar [Final Fantasy XIV] é como brincar com um brinquedo preso dentro de uma sacola plástica: pode ser divertido por algum tempo e você pode pegar a ideia geral, porém não se pode apreciar a experiência completa", mas porém disse que atualizações futuras provavelmente concertariam esse problema. Charles Onyett para a IGN disse que "grande parte das promessas do sistema de combate e profundidade das mecânicas de criação afundam, infelizmente, sob um mar de problemas de interface e performance que atrapalham a experiência em quase todos os paços", também comentando que apesar das atualizações provavelmente melhorarem a jogabilidade, seu estado durante a resenha lhe fez um "mundo que não vale a pena visitar". Kevin VanOrd da GameSpot, além de avisar os jogadores para ficarem longe do jogo, afirmou que "Final Fantasy XIV é um título notável ao gênero, porém apenas pelo que não possui".
A GameTrailers foi particularmente crítica, dizendo que o jogo foi "lançado antes de ser acabado" e chamando-o de "[uma] bagunça quebrada e incompleta". Tom Senior para a revista PC Gamer descreveu o título como "um MMO raso, lento e cheio de grind, aleijado por uma interface horrível e limitações sem sentindo para o jogador". Rory Manion da GameSpy também foi bem crítico, escrevendo que "salvo uma completa revisão da interface de usuário, do combate, das mecânicas de interação do jogador, do sistema de progresso e do próprio desenho do mundo, é improvável que [Final Fantasy XIV] algum dia fique divertido. Egon Superb da Eurogamer falou que apesar do jogo possivelmente ser atraente para alguns jogadores, ele os aconselhou que "esperem outros seis meses antes de sequer pensar sobre Final Fantasy XIV, porque a Square Enix ainda não entendeu seus próprios jogadores.
Os críticos concordaram que os gráficos e a trilha sonora de Uematsu eram bons, com muitos tendo elogiado os conceitos por trás dos sistemas de nivelamento e papéis. Além disso, críticas unânimes foram direcionadas para a jogabilidade, interface abarrotada, problemas e falhas, e o ritmo lento da história. Final Fantasy XIV foi visto de forma geral como uma enorme decepção tanto como um MMORPG quanto um título numerado da série Final Fantasy. Mais tarde, como parte de uma entrevista sobre o desenvolvimento posterior do jogo, Vreeland comentou que as atualizações subsequentes e reformulações transformaram o título em algo muito mais jogável.

## Pós-lançamento

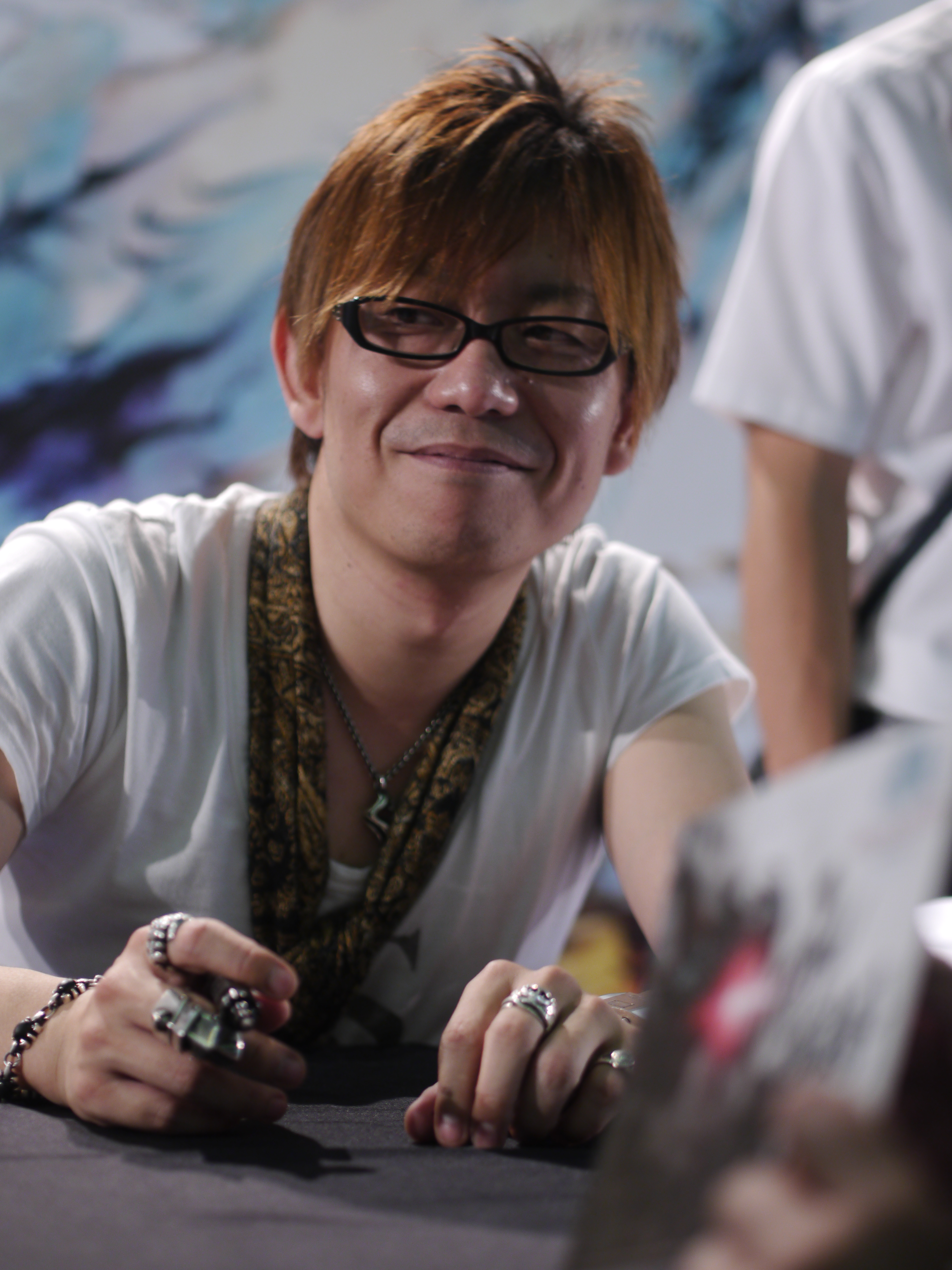
Naoki Yoshida assumiu as posições de diretor e produtor de Final Fantasy XIV após seu lançamento.

O lançamento de Final Fantasy XIV criou repudio imediato por parte dos jogadores. Algumas das controvérsias surgiram a partir de alguns elementos de jogabilidade incomuns para o gênero. A principal reclamação dos jogadores era a interface de usuário, seguida por problemas com a performance e outros aspectos da jogabilidade. O período inicial gratuito de trinta dias foi estendido duas vezes para permitir que os jogadores experimentassem as atualizações antes de comprarem o jogo. Foi anunciado em dezembro de 2010 que Hiromichi Tanaka e Nobuaki Komoto haviam sido retirados de seus postos de produtor e diretor, com Tanaka assumindo responsabilidade total pelos problemas do jogo. A versão de PlayStation 3 foi adiada indefinidamente, com a Square Enix anunciando que não lançaria o título para essa plataforma até que ele se enquadrasse totalmente nos padrões de qualidade dignos de um jogo da série Final Fantasy. Inscrições para a versão de Microsoft Windows também foram suspensas indefinidamente.
A posição de diretor e produtor foi passada para Naoki Yoshida, um membro da Square Enix que anteriormente havia trabalhado na série Dragon Quest. Houve também outras mudanças na equipe: Komoto foi transferido para a posição de projetista de jogo chefe, Akihiko Yoshida tornou-se o artista conceitual chefe, Hiroshi Takai foi nomeado artista chefe e Akihiko Matsui virou o novo projetista chefe do sistema de combate. A principal prioridade de Yoshida era tornar o jogo uma experiência jogável depois de todo o lançamento ruim e subsequentes reações negativas. Várias melhorias gráficas e de jogabilidade foram feitas através de atualizações: dentre as mais notáveis estavam a adição de um sistema de papéis, chocobos pessoais, um novo sistema de batalha, mais opções de customização de equipamento e novos calabouços e chefões. Durante esse período, XI e XIV foram tirados do ar a fim de ajudar na economia de energia após o sismo e tsunami de Tōhoku de 2011. Eles voltaram ao ar uma semana depois já que outros meios de economizar energia sem envolver seus serviços online foram encontrados. Por causa do terremoto, um batalha planejada e parcialmente desenvolvida contra o Primal Titan foi cortada: a equipe achou que os jogadores poderiam ficar ofendidos pelo Primal e associar as ligações de seus poderes com a terra nesse contexto.
A equipe não conseguiu concertar totalmente o jogo em sua forma existente já que a estrutura do motor e dos servidores já era desde o início criticamente falha. Isso significou que, para poder salvar XIV, todo o jogo precisaria ser refeito do zero. A decisão de lançar uma nova versão ao invés de um título inteiramente novo foi tomada pela necessidade de reconquistar a confiança do jogador, que se achou que não seria alcançada se XIV fosse descartado. O enredo original planejado foi alterado ao final da vida original do jogo, com novos chefões sendo acrescentados para levar ao final da história. O enredo da "Sétima Era do Umbral" foi usado como motivo para as mudanças radicais que viriam para o jogo e seu mundo. A taxa de inscrição foi reduzida, com bônus especiais sendo inclusos para o eventual relançamento; grandes fusões de servidores ocorreram a fim de facilitar a transição entre as duas versões, algo que inicialmente gerou reações negativas por parte dos jogadores. A revisão final foi colocada no ar em 1 de novembro de 2012. Os servidores foram desligados em 11 de novembro após uma última batalha no jogo, em que todos os jogadores de XIV foram convidados a participar.

## Legado
O lançamento ruim e a recepção negativa do jogo tiveram grandes impactos na Square Enix: a previsão de faturamento da empresa foi reduzida em 90% no ano 2010, com XIV sendo citado como um dos motivos. Wada emitiu uma desculpa oficial pela baixa qualidade do jogo durante a Tokyo Game Show de 2011, afirmando que "a marca Final Fantasy foi muito danificada". A companhia e a equipe de desenvolvimento eventualmente decidiram descartar a então versão atual de XIV e refazer o jogo do zero. A nova versão, inicialmente chamada de Final Fantasy XIV 2.0, começou seu desenvolvimento em abril de 2011. Ela foi lançada em 2013 como Final Fantasy XIV: A Realm Reborn, sendo bem recebida por críticos e jogadores. Yoshida mais tarde comentou que A Realm Reborn era apenas a primeira parte da reconquista da confiança dos jogadores após o XIV original, prevendo que o processo ainda demoraria muito tempo.